# Sport żużlowy
Sport żużlowy, w skrócie żużel (ang. motorcycle speedway, speedway) – sportowa dyscyplina motorowa, będąca rodzajem wyścigów motocyklowych, rozgrywanych na zapętlonym torze o charakterystycznej sypkiej nawierzchni, której pierwotny skład stał się źródłem polskiej nazwy tego sportu.

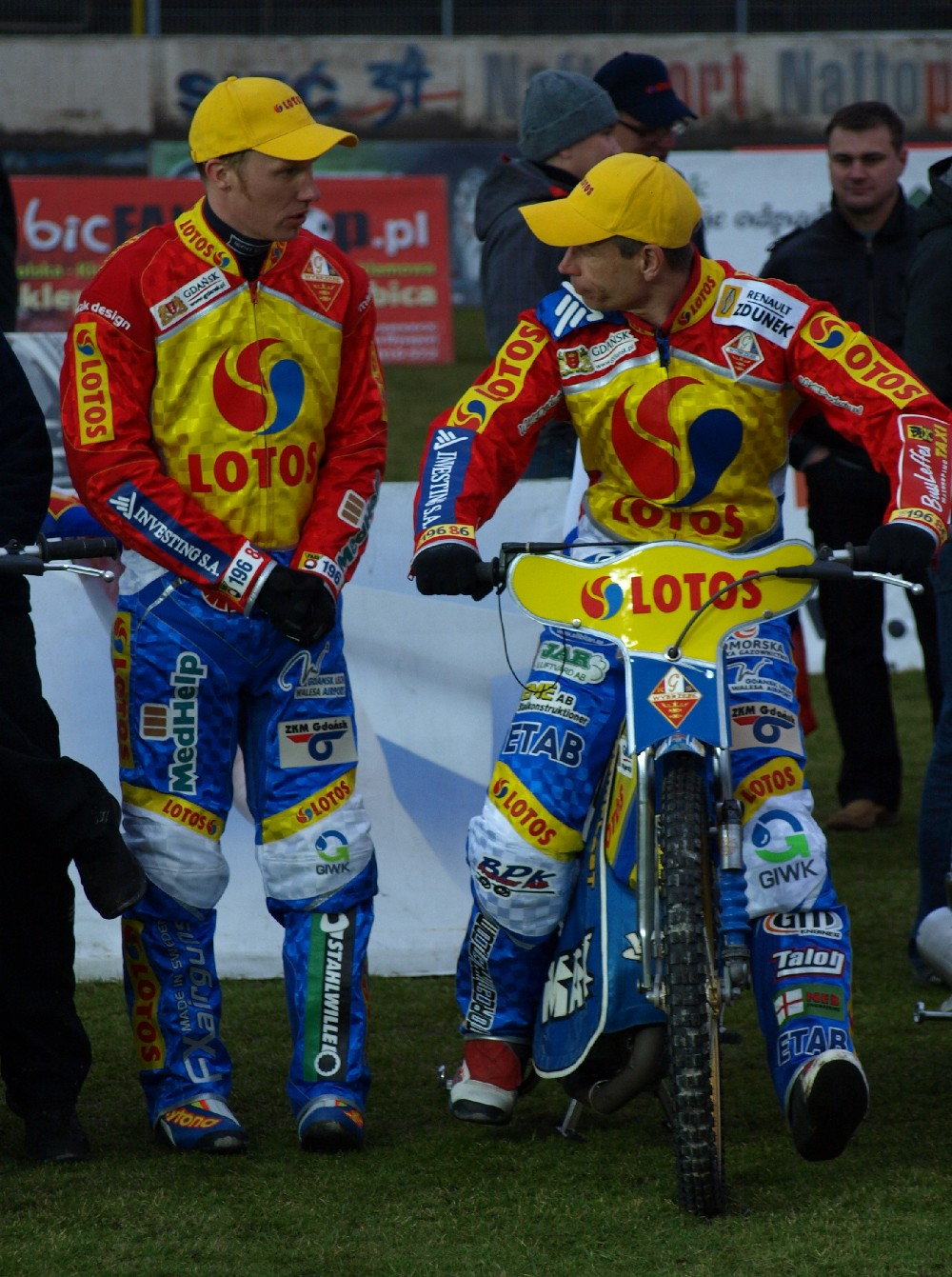
Współcześni żużlowcy

## Charakterystyka
Motocykle żużlowe, dedykowane tylko dla tego rodzaju sportu, charakteryzują się konstrukcją, której cechami są m.in. zastosowanie odwróconej kierownicy, brak skrzyni biegów czy brak zastosowania systemu hamulców, co wyróżnia ten rodzaj wyścigów na tle innych dyscyplin motorowych.
Wyścigi żużlowe odbywają się na specjalnym zapętlonym torze, zbliżonym kształtem do elipsy, skonstruowanym zwykle w ramach specjalnie dedykowanego stadionu sportowego, z umieszczonymi wokół trybunami dla widzów. Obecnie wykorzystywane do zawodów żużlowych tory mają nawierzchnię wykonywaną ze specjalnych mieszanek sjenitu lub granitu. 
Osoby uprawiające sport żużlowy nazywani są motocyklistami żużlowymi, bądź żużlowcami. Polska nazwa oraz popularne określenie czarny sport wywodzą się z czasów, kiedy na torach wyścigowych tej dyscypliny stosowano jedynie nawierzchnie żużlowe o czarnej (a ściślej: ciemnoszarej) barwie. 

### Popularność
Sport ten cieszy się popularnością głównie w Europie, w szczególności w Polsce, Wielkiej Brytanii, Danii, Szwecji (do niedawna również w Czechach, a wcześniej w Czechosłowacji), a w mniejszym stopniu w innych krajach Europy, gdzie istnieje choćby jeden czynny tor do uprawiania tej dyscypliny. 
Poza Europą dyscyplina uprawiana jest głównie w Australii, Nowej Zelandii i Stanach Zjednoczonych, a regularne zawody odbywają się także w Argentynie i RPA.

## Zasady i rodzaje gry

### Struktura gry
Podstawowym elementem systemu rywalizacji stanowią tzw. biegi, pomiędzy którymi odbywają się kilkuminutowe przerwy w rozgrywce. 
Podczas jednego biegu zawodnicy wykonują cztery pełne okrążenia toru, ze startu wspólnego, zatrzymanego (spod taśmy startowej), jadąc zawsze w kierunku przeciwnym do kierunku ruchu wskazówek zegara. Liczba biegów, z jakich składa się dana rywalizacja, zależy od rodzaju zawodów, np. w meczu ligowym dwóch drużyn ich liczba wynosi 15, w zawodach indywidualnych jest to minimum 20 biegów, a w zawodach par ich liczba wynosi 21.

### Odmiany żużla

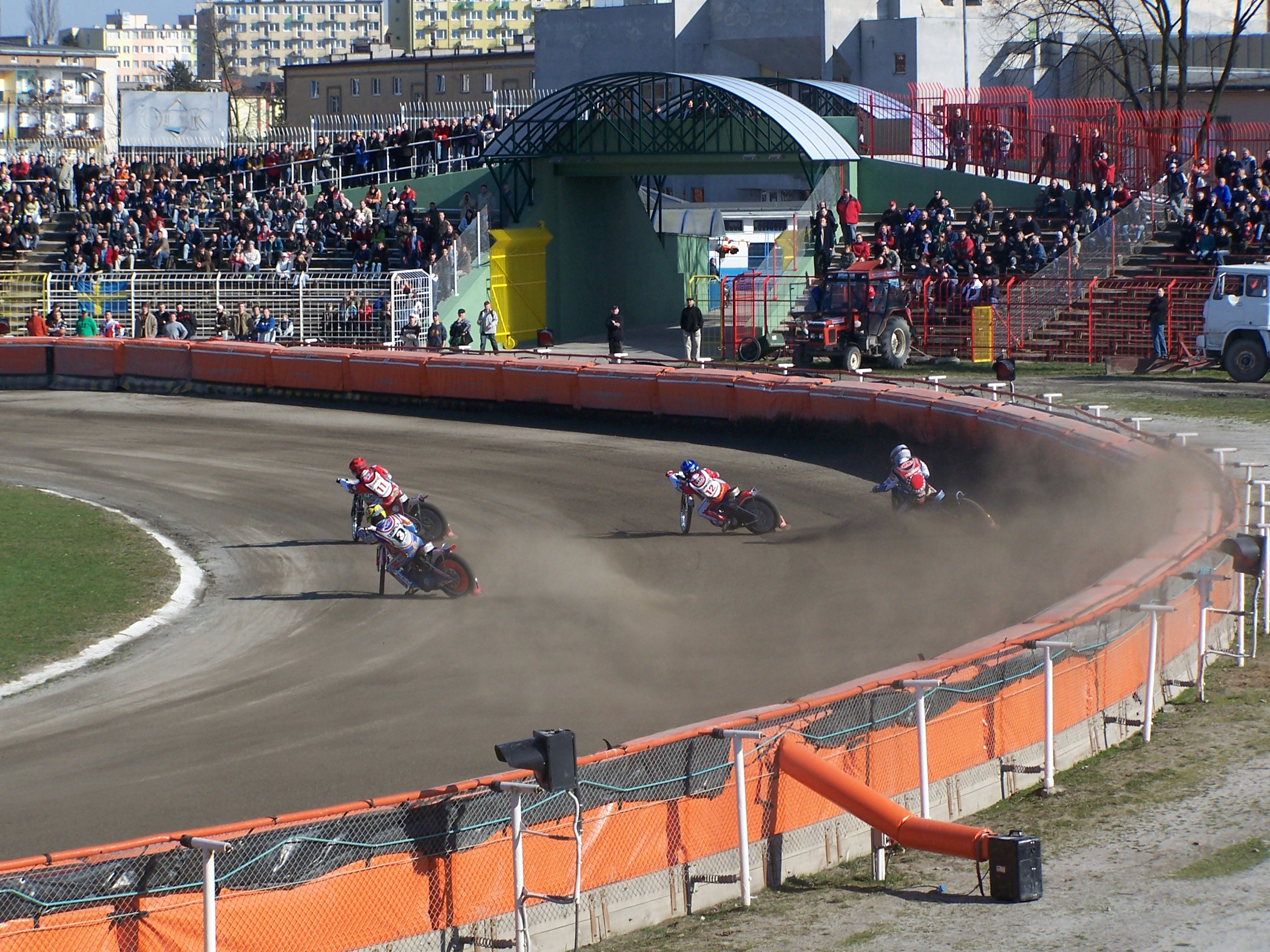
Żużel klasyczny (Bydgoszcz)

Istnieje kilka odmian dyscypliny określanej wspólnym mianem „żużel”. W każdej z nich rozgrywane są niezależne mistrzostwa świata. Odmiany różnią się rodzajem nawierzchni, długością torów oraz regionami, w których zyskały popularność.

Najstarszą i najpopularniejszą z odmian jest tzw. żużel klasyczny, który rozgrywany jest na torach o długości 260–425 m o sypkiej nawierzchni. W zależności od długości toru zmienia się specyfika wyścigów. Tory o długości do 300 m (tzw. techniczne), spotykane najczęściej w Wielkiej Brytanii, wymagają od zawodników większych umiejętności w zakresie techniki pokonywania łuków oraz wpływają na widowiskowość zawodów. Długości eksploatowanych torów żużlowych spotykanych w Polsce wahają się od 320 do 400 m.

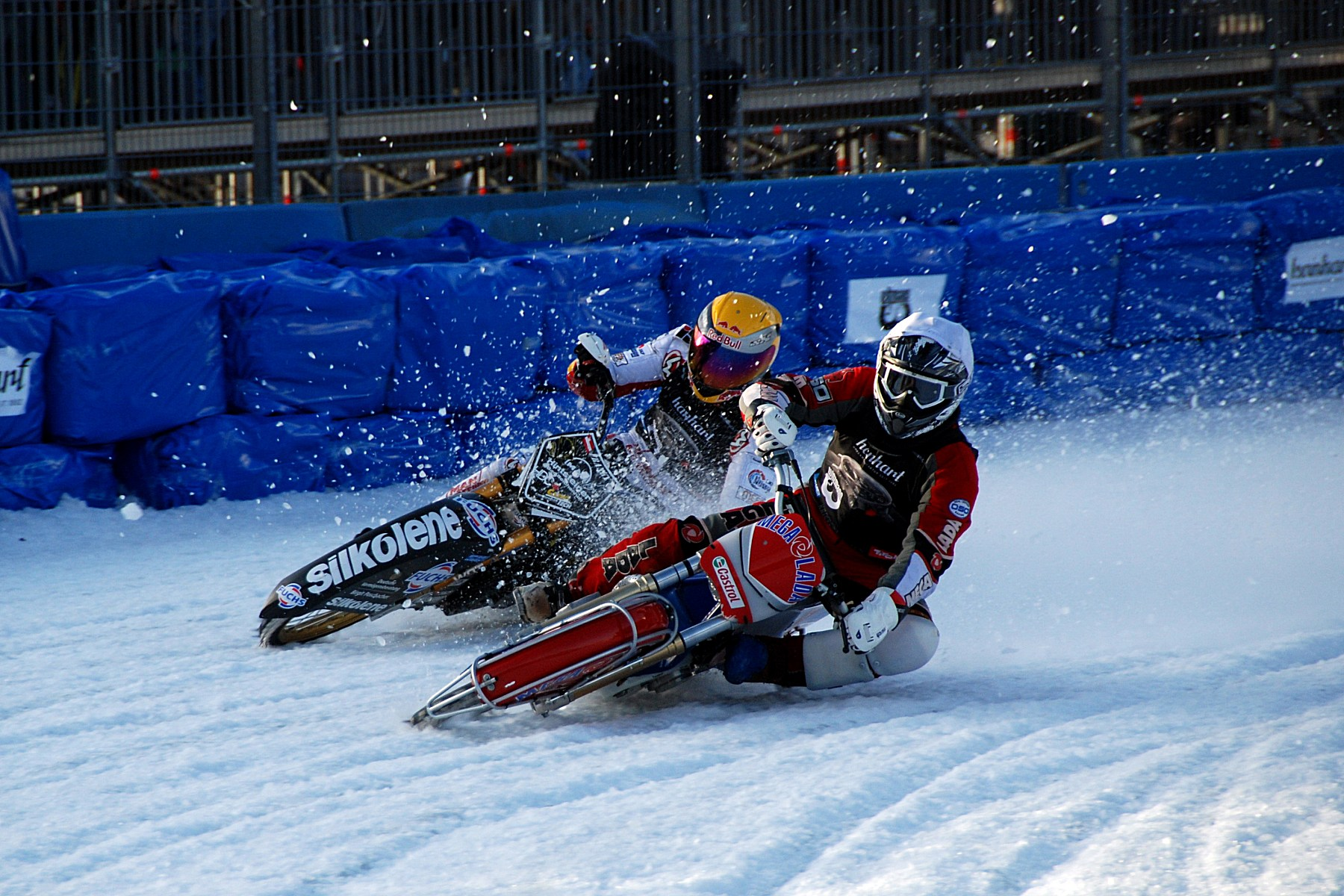
Wyścigi na lodzie

W żużlu na torach klasycznych zawodnicy ścigają się zazwyczaj przez cztery okrążenia, a w każdym wyścigu (zwanym biegiem) startuje zwykle czterech (rzadziej pięciu lub sześciu) żużlowców. Odmiana ta jest najpopularniejsza w Polsce, Szwecji, Danii i Wielkiej Brytanii, które mają najbardziej rozbudowane rozgrywki ligowe na świecie.
W Niemczech, Belgii i Holandii popularniejsze są wyścigi na torach długich i trawiastych, których długość wynosi od 350 do 1300 metrów. Ten rodzaj zawodów nie wymaga od zawodników tylu umiejętności technicznych, co żużel klasyczny (ze względu na mniejszy kontakt między zawodnikami i łagodniejsze łuki), w zamian wymaga większej wytrzymałości – wyścigi na długich torach odbywają się często na wiele okrążeń.
Tory krótkie (do 260 m) nazywane są minitorami i służą zazwyczaj do szkolenia młodych zawodników startujących później w żużlu klasycznym. Starty na minitorach (miniżużel), ze względu na częste i ciasne łuki, pozwalają zawodnikom wyrabiać technikę jazdy. Zazwyczaj na minitorach korzysta się z mniejszych motocykli o mniejszych pojemnościach silników (z reguły 80 cm³). Minitory funkcjonują zazwyczaj przy ośrodkach żużla klasycznego, głównie w Szwecji, Polsce oraz Danii. W treningach na minitorach w Polsce uczestniczyć mogą adepci w wieku 10–15 lat.
W części państw byłego ZSRR oraz Skandynawii popularnością cieszą się również wyścigi motocyklowe na lodzie, różniące się od zawodów na torach o nawierzchniach sypkich lub trawiastych techniką pokonywania zakrętów (niemożliwy jest tzw. ślizg kontrolowany) oraz konstrukcją motocykli, w których m.in. opony wyposażone są w metalowe kolce dające przyczepność.

### Żużel amatorski
Żużel amatorski jest określeniem zawodów organizowanych przez zawodników nieposiadających licencji i niezrzeszonych w profesjonalnych klubach sportowych, traktujących ten sport hobbystycznie. Amatorskie rozgrywki popularne są szczególnie w Wielkiej Brytanii, gdzie istnieje zorganizowana liga amatorów – Conference League.
Od 2003 żużel amatorski rozwija się także w Polsce. Na niewielką skalę rozgrywane są drużynowe i indywidualne mistrzostwa Polski amatorów. Pierwszy mecz drużynowy amatorów w Polsce odbył się w Tarnowie 6 listopada 2004 r. Naprzeciwko stanęły drużyny amatorskie Unii Tarnów i Realu Lublin. W zespole tarnowskim wystąpili: Krzysztof Cichy, Krzysztof Małek, Krzysztof Kłusak, Mariusz Mamala i rzeszowianin Grzegorz Rejman. Lublinianie przyjechali do Tarnowa w składzie: Janusz Sternik, Wojciech Mazur, Andrzej Tarczyluk, Tomasz Zając, Marcin Robak. Mecz zakończył się wygraną tarnowskiej drużyny 44:39. Pierwszym indywidualnym mistrzem Polski amatorów na żużlu został Michał Widera ze Świętochłowic.

## Historia sportu

### Początki na świecie
Początki sportu żużlowego sięgają początków XX wieku. Ścigano się nieregularnie na motocyklach drogowych, zazwyczaj na nawierzchniach trawiastych, torach kolarskich lub do wyścigów chartów. Za początek żużla, nazywanego wtedy w języku angielskim dirt-trackiem, uznaje się zawody motocyklowe na torze do wyścigów kłusaków w australijskim West Maitland, zorganizowane 15 grudnia 1923. Zawody przyjęły się i rozpoczęto ich regularną organizację na różnych tego typu torach.

Do Europy pomysł trafił w I połowie lat 20. XX wieku. Pierwsze udokumentowane zawody w dirt-tracku, czyli na nawierzchni żużlowej, rozegrano w Manchesterze 25 czerwca 1927. Za początek sportu żużlowego w Europie uznaje się często zawody w High Beach rozegrane 19 lutego 1929, które oglądało ponad 30 tysięcy widzów. W tym samym roku zainaugurowano pierwszą na świecie regularną ligę żużlową, dziś znaną jako British Elite League. Indywidualne mistrzostwa świata powstały w 1936. Wywodziły się z cyklu turniejów indywidualnych organizowanych przez redakcję brytyjskiego pisma The Star od 1929. Pierwszym mistrzem świata został Australijczyk Lionel van Praag.

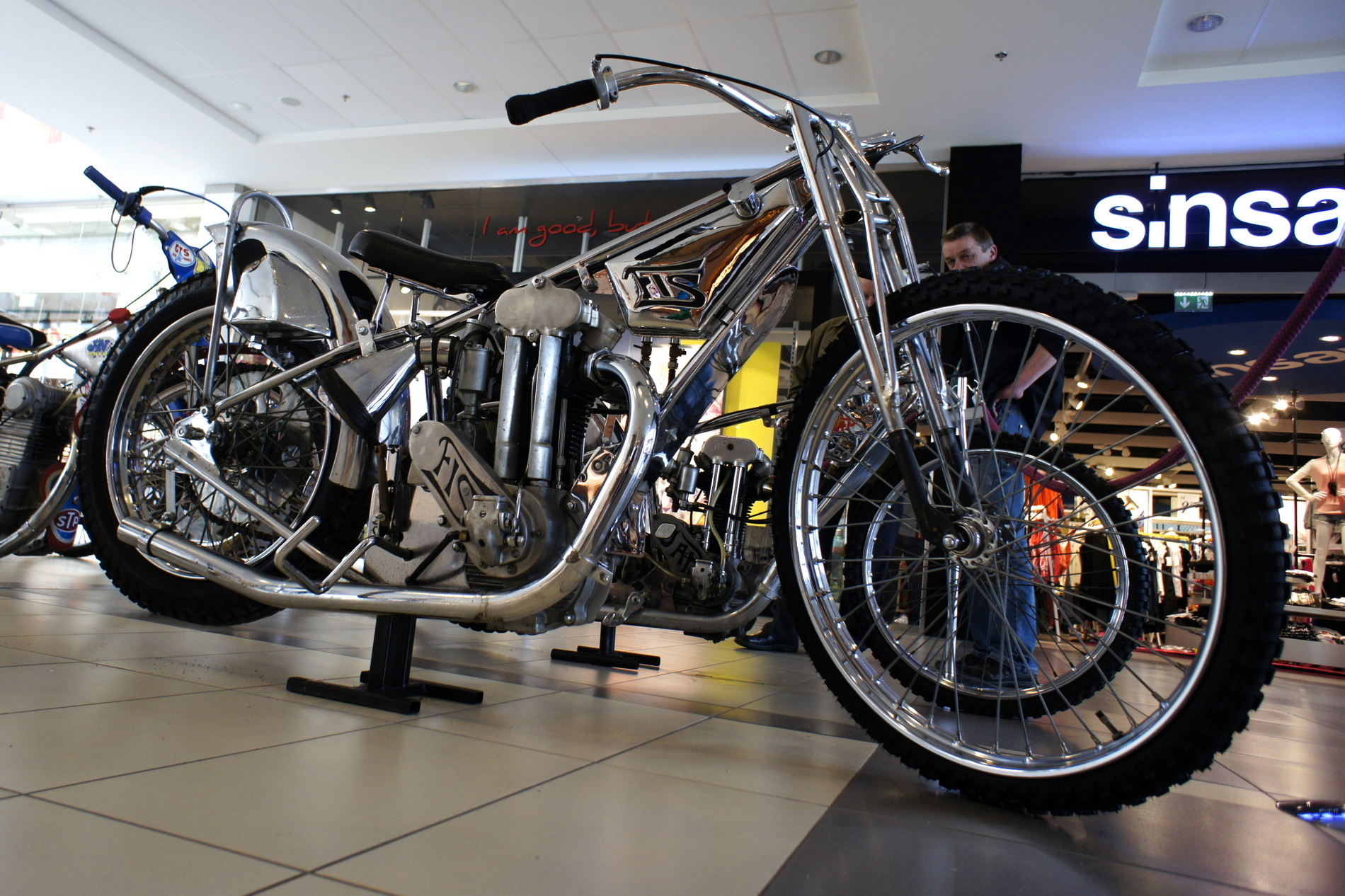
WSK FIS, podstawowy motocykl polskiego żużla na przełomie lat 50. i 60. XX w.

### Rozpowszechnienie żużla w Polsce
Od początku lat 30. XX wieku rozgrywano także podobne zawody w Polsce, używając niezmodyfikowanych maszyn drogowych o różnych pojemnościach silników. Rozegrane 7 sierpnia 1932 w Mysłowicach zawody indywidualne uznaje się za pierwsze indywidualne mistrzostwa Polski. Obowiązywał podział na klasy w zależności od pojemności silnika. W klasie do 250 cm³ zwyciężył Alfred Weyl, w klasach do 350 cm³ i do 500 cm³ – Rudolf Breslauer.
Podział na klasy i motocykle drogowe dominował w polskim sporcie żużlowym aż do końca lat 40. XX w. Regularna liga żużlowa została zorganizowana w Polsce od 1948 roku, bez podziału na klasy. Wtedy zaczęły się pojawiać w Polsce motocykle przystosowane specjalnie do startów na nawierzchniach żużlowych.

## Rozgrywki turniejowe
W żużlu klasycznym rozgrywane są corocznie mistrzostwa w kilku konkurencjach, z podziałem na młodzieżowców (do 21 roku życia) oraz seniorów. Rozgrywki o randze mistrzostw świata prowadzone są przez Międzynarodową Federację Motocyklową, z kolei imprezy żużlowe o randze mistrzostw Europy organizowane są przez Europejską Unię Motocyklową. Mistrzostw na innych kontynentach nie organizuje się. Wszystkie zawody rozgrywane są corocznie.
Poniższa tabela przedstawia zestawienie najważniejszych imprez rangi mistrzowskiej na świecie, w Europie oraz w Polsce wraz z rokiem, od którego są rozgrywane lub latami, w których je rozgrywano.
| Forma rozgrywek | Świat (FIM)                                            | Świat (FIM)    | Europa (UEM)  | Europa (UEM)   | Polska (PZM)                                      | Polska (PZM)    |
| Forma rozgrywek | Seniorzy                                               | Juniorzy       | Seniorzy      | Juniorzy       | Seniorzy                                          | Juniorzy        |
| --------------- | ------------------------------------------------------ | -------------- | ------------- | -------------- | ------------------------------------------------- | --------------- |
| Indywidualna    | IMŚ (1936-1994) Grand Prix (od 1995)                   | IMŚJ (od 1977) | IME (od 2001) | IMEJ (od 1998) | IMP (od 1932/1949)                                | MIMP (od 1967)  |
| Drużynowa       | DMŚ (1960-2000) DPŚ (2001-2017, od 2023) SON (od 2017) | DMŚJ (od 2005) | –             | DMEJ (od 2008) | DMP (od 1948) Zobacz: Ekstraliga, I liga, II liga | MDMP (od 1978)  |
| Parami          | MŚP (1970-1993)                                        | –              | MEP (od 2004) | –              | MPPK (od 1973)                                    | MMPPK (od 1983) |

### Mistrzostwa Świata
W latach 1936–1994 odbywały się jednodniowe mistrzostwa świata. Szesnastu najlepszych zawodników, wyłonionych z eliminacji, startowało w finale według standardowej tabeli 20-biegowej. Zdobywca największej liczby punktów otrzymywał tytuł Mistrza Świata. Jednak biorąc przykład z innych dyscyplin motorowych, np. Formuły 1, w roku 1995 po raz pierwszy rozegrano turniej Grand Prix. W pierwszej edycji cykl rozgrywany był na sześciu torach europejskich, w późniejszych latach liczba rund była zwiększana. W cyklu tym corocznie odbywa się kilka turniejów w różnych krajach, w których sport żużlowy cieszy się największą popularnością. W zawodach uczestniczy światowa czołówka zawodników, spośród których wyłaniany jest mistrz świata. Nieprzerwanie od początku istnienia cyklu turnieje z cyklu Grand Prix IMŚ odbywają się w Polsce w różnych miastach – GP Polski w Bydgoszczy, GP Europy we Wrocławiu, a od roku 2008 także w Lesznie. Inne polskie miasta, które gościły Grand Prix to Chorzów i Lublin. W roku 2010 w Polsce odbyły się trzy turnieje – w Lesznie, Bydgoszczy i w Toruniu. W 2011 roku turnieje w Polsce odbywały się w Lesznie, Gorzowie Wielkopolskim i w Toruniu. W 2023 roku w Polsce odbyły się rundy w Gorzowie Wielkopolskim, Toruniu i w Warszawie na Stadionie Narodowym.
Najwięcej tytułów mistrzowskich do tej pory zgromadzili Nowozelandczyk Ivan Mauger (1968-1970, 1972, 1977, 1979) oraz Szwed Tony Rickardsson (1994, 1998 – 1999, 2001 – 2002, 2005). Polakami, którzy sięgnęli do tej pory po tytuł mistrza świata są Jerzy Szczakiel w 1973, Tomasz Gollob w 2010 i Bartosz Zmarzlik w 2019, 2020, 2022 i 2024. Ponadto Polacy zdobyli dotychczas 1 medal złoty, 10 medali srebrnych i 11 brązowych i zajmują 7. miejsce w klasyfikacji medalowej według państw. Medalistami IMŚ z Polski są Tomasz Gollob (1 złoty, 2 srebrne i 4 brązowe), Jarosław Hampel (2 srebrne i brązowy), Zenon Plech (srebrny i brązowy), Antoni Woryna (2 brązowe), a także Krzysztof Kasprzak, Patryk Dudek i Paweł Waloszek (srebrne) oraz Edward Jancarz i Maciej Janowski (brązowe) i Bartosz Zmarzlik (4 złote, 2 srebrne i brązowy).
W kategorii juniorów polscy żużlowcy prowadzą w klasyfikacji medalowej. Na koncie reprezentacji Polski jest w sumie 15 medali, w tym 7 tytułów mistrzowskich. Mistrzostwa świata juniorów rozgrywane były do 2009 w formie finałów jednodniowych poprzedzonych eliminacjami. Obecnie organizuje się 3 turnieje finałowe.

### Mistrzostwa Europy
Imprezy żużlowe o randze mistrzostw Europy organizowane są przez Europejską Unię Motocyklową, powstałą w 1995 roku. Ze względu na krótsze tradycje oraz fakt nieuczestniczenia w rozgrywkach UEM zawodników z Wielkiej Brytanii, a wcześniej także ze Skandynawii, turnieje o mistrzostwo Europy cieszą się znacznie mniejszym prestiżem niż mistrzostwa świata.
W Indywidualnych Mistrzostwach Europy pierwotnie brali udział głównie zawodnicy z Europy Środkowej, spoza ścisłej światowej czołówki. Jednak począwszy od 2012 roku nastąpił wzrost prestiżu tych rozgrywek, gdyż dopuszczono do nich zawodników z cyklu Grand Prix IMŚ. W klasyfikacji medalowej indywidualnej na czele jest Krzysztof Kasprzak z jednym złotym i jednym srebrnym medalem, a w drużynowej zdecydowanie przoduje Polska z 8 medalami, w tym dwoma tytułami mistrzowskimi.
Mistrzostwa Europy Par rozegrano jak dotąd trzykrotnie, z udziałem reprezentacji Europy Środkowej. Para Polski stanęła na podium we wszystkich dotychczasowych edycjach, w tym dwukrotnie zwyciężyła. Podobnie w Indywidualnych Mistrzostwach Europy Juniorów drużynową klasyfikację otwiera Polska – 8 medali, w tym 3 złote. Na czele klasyfikacji indywidualnej jest dwukrotny mistrz Europy juniorów, Rafał Okoniewski.
UEM od 1998 organizowała ponadto Klubowy Puchar Europy, zalążek międzynarodowych rozgrywek mistrzów klubowych. W zawodach nie uczestniczyli jednak kluby z dwóch spośród trzech najsilniejszych lig żużlowych Europy – brytyjskiej i szwedzkiej. Także ta konkurencja europejskiego czempionatu zdominowana jest przez polskie kluby – Polacy zdobyli 6 złotych medali w dotychczasowych 11 edycjach. Z uwagi na słaby prestiż rozgrywek w 2011 roku zaprzestano ich rozgrywania.

### Inne rozgrywki międzynarodowe
- Puchar MACEC (dla federacji państw Europy Środkowej)
- Mitropa Cup (rozgrywki krajów europejskich z żużlowej „drugiej linii”)

Rozgrywki dla dzieci do lat 16 w niższych klasach pojemnościowych
- FIM Speedway Youth Gold Trophy 85cc (nieoficjalne mistrzostwa świata w klasie 85 cm³)
- FIM Track Racing Youth Gold Trophy (nieoficjalne mistrzostwa świata w klasie 125 cm³)
- FIM Speedway Youth World Championship (nieoficjalne mistrzostwa świata w klasie 250 cm³)
- European 85cc Youth Speedway Racing Cup (nieoficjalne mistrzostwa Europy w klasie 85 cm³)
- European 125cc Youth Track Racing Cup (nieoficjalne mistrzostwa Europy w klasie 125 cm³)
- European 250cc Youth Speedway Cup (nieoficjalne mistrzostwa Europy w klasie 250 cm³)

Dawne rozgrywki
- Mistrzostwa Świata Par (1970–1993)
- Indywidualny Puchar Europy (1986–1993)

### Rozgrywki państwowe
Sport żużlowy nie jest popularny na całym świecie (dyscyplina ta w większym lub mniejszym stopniu uprawiana jest w ok. 30 państwach świata) – rozbudowany system rozgrywek ligowych posiada zaledwie kilka państw (wyłącznie w Europie). Poniższa tabela zawiera informacje o regularnych rozgrywkach ligowych.
| Państwo         | Liga                                                                               | Liczba klas rozgrywkowych | Liczba zespołów | Rok inauguracji |
| --------------- | ---------------------------------------------------------------------------------- | ------------------------- | --------------- | --------------- |
| Polska          | polska liga żużlowa (PGE Ekstraliga, Metalkas 2. Ekstraliga, Krajowa Liga Żużlowa) | 3                         | 23 (8+8+7)      | 1948            |
| Wielka Brytania | brytyjska liga żużlowa (Premiership, Championship)                                 | 2                         | 17 (6+11)       | 1929            |
| Szwecja         | szwedzka liga żużlowa (Elitserien, Allsvenskan)                                    | 2                         | 15 (9+6)        | 1948            |
| Dania           | duńska liga żużlowa (Speedway Ligaen)                                              | 1                         | 8               | 1967            |
| Norwegia        | norweska liga żużlowa (Norsk Speedway Liga)                                        | 1                         | 6               | 1997            |
| Finlandia       | fińska liga żużlowa (Extraliiga)                                                   | 1                         | 5               | 1954            |
| Czechy          | czeska liga żużlowa (Extraliga), dawniej czechosłowacka liga żużlowa               | 1                         | 4               | 1956            |
| Rosja           | rosyjska liga żużlowa, dawniej radziecka liga żużlowa                              | 1                         | 4               | 1962            |
| Francja         | francuska liga żużlowa (Ligue Nationale de Speedway)                               | 1                         | 3               | 2017            |

Rozgrywki w formie bezpośrednich meczów prowadzone są w sześciu ligach – brytyjskiej, polskiej, szwedzkiej, duńskiej, rosyjskiej i francuskiej. W pozostałych ligach rozgrywane są spotkania z udziałem czterech do pięciu zespołów w jednych zawodach. Liczba zawodników w jednym zespole w takich ligach ograniczona jest zazwyczaj do czterech lub pięciu.
Ponadto w kilkunastu państwach odbywają się na żużlu klasycznym zawody w większym lub mniejszym stopniu, w dodatku często czysto amatorskie. Do państw tych należą: Austria, Chorwacja, Słowenia, Holandia, Słowacja, Belgia, Australia, Nowa Zelandia, Stany Zjednoczone, Kanada, Rumunia, Argentyna, Łotwa, Norwegia. W Wielkiej Brytanii, Danii i Szwecji istnieją amatorskie rozgrywki ligowe (National Development League, Division 1) w których startują amatorzy, jak i także zawodowcy.
W ligach żużlowych, ze względu na niewielką liczbę zawodników i brak prestiżowych międzynarodowych rozgrywek klubowych, nie stosuje się zasady o przynależności zawodnika tylko do jednego klubu, co odróżnia żużel od większości innych sportów drużynowych. Powszechnym zwyczajem wśród zawodników światowej czołówki jest występowanie w barwach klubów z kilku lig jednocześnie (w różnych krajach). Na przykład zgodnie z przepisami zawodnik występujący w lidze polskiej może występować także w ligach angielskiej i szwedzkiej. Jednakże w Wielkiej Brytanii oraz Szwecji zawodnicy mogą startować nawet w dwóch różnych klubach w wyższej i niższej klasie rozgrywkowej. W Polsce nie jest to możliwe.

### Rozgrywki na obszarze Polski
W Polsce za rozgrywki żużlowe odpowiada Główna Komisja Sportu Żużlowego, wydzielona jednostka Polskiego Związku Motorowego. Zmagania ligowe o Drużynowe Mistrzostwo Polski w najwyższej klasie rozgrywkowej, firmowane są przez niezależną spółkę Ekstraliga Żużlowa. Rozgrywki te uważane są za jedną z trzech najsilniejszych pod względem sportowym lig żużlowych świata (obok brytyjskiej i szwedzkiej), oraz najsilniejszą finansowo – polskie kluby żużlowe oferują zawodnikom najwyższe na świecie wynagrodzenia. Od 1990 roku w polskiej lidze regularnie startują obcokrajowcy, w tym ścisła światowa czołówka z Grand Prix. Pierwszy kontrakt podpisał w Polsce czterokrotny IMŚ, Duńczyk Hans Nielsen.
Najbardziej utytułowanymi klubami żużlowymi w lidze polskiej są: Unia Leszno (33 medale, w tym 18 złotych), Stal Gorzów Wielkopolski (30 medali, w tym 9 złotych), Polonia Bydgoszcz (25 medali, w tym 7 złotych), ROW Rybnik (23 medale, w tym 12 złotych).
Sport żużlowy w Polsce cieszy się znaczną popularnością i jest jedną z popularnych dyscyplin w kraju obok m.in. piłki nożnej i piłki siatkowej. Pod względem średniej liczby kibiców na jednym meczu, żużel wyprzedza polską Ekstraklasę w piłce nożnej. Jednak zasięg żużla jest bardzo ograniczony, z głównymi ośrodkami sportu żużlowego skupionymi głównie na ziemi lubuskiej, Kujawach, Pomorzu Nadwiślańskim, Powiślu, Podkarpaciu czy Górnym i Dolnym Śląsku, a także w Wielkopolsce i Małopolsce, natomiast w pozostałych regionach praktycznie nie jest szerzej znany. Niektóre województwa (np.: świętokrzyskie, podlaskie, zachodniopomorskie) nie mają ośrodka sportu żużlowego.

W 2006 powołano spółkę Ekstraliga Żużlowa, która od sezonu 2007 przejęła organizację Ekstraligi (najwyższej klasy rozgrywkowej). Wymogiem nowej spółki było przekształcenie klubów Ekstraligi w sportowe spółki akcyjne oraz spełnienie wymogów licencyjnych, dotyczących głównie płynności finansowej oraz odpowiedniej infrastruktury stadionów (w tym sztuczne oświetlenie oraz dmuchane bandy, które minimalizują ryzyko poważnych urazów podczas wypadków). Sponsorem tytularnym Ekstraligi jest PGE, zaś sponsorem tytularnym I ligi bukmacher eWinner.

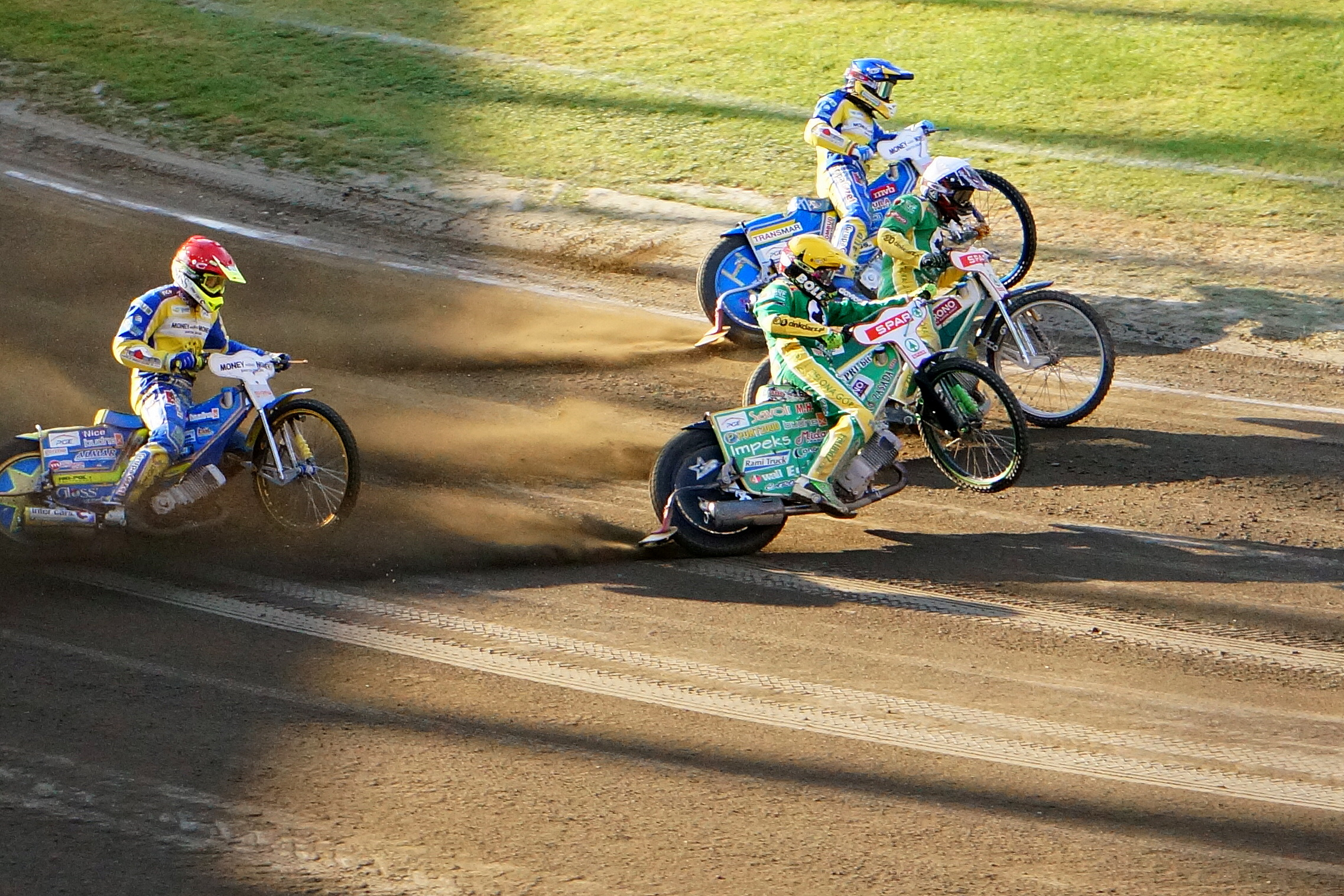
Derby, spotkanie drużyn z jednego regionu (Gorzowa Wielkopolskiego i Zielonej Góry)

Poza rozgrywkami ligowymi GKSŻ organizuje corocznie inne turnieje mistrzowskie:
- Młodzieżowe Drużynowe Mistrzostwa Polski (do 23 lat)
- Indywidualne Mistrzostwa Polski
- Młodzieżowe Indywidualne Mistrzostwa Polski (do 21 lat)
- Mistrzostwa Polski Par Klubowych
- Młodzieżowe Mistrzostwa Polski Par Klubowych (do 21 lat)
- Drużynowe Mistrzostwa Ligi Juniorów (do 21 lat)
- Indywidualne Mistrzostwa Ligi Juniorów (do 21 lat)
- Złoty Kask
- Srebrny Kask (do 21 lat)
- Brązowy Kask (do 19 lat)

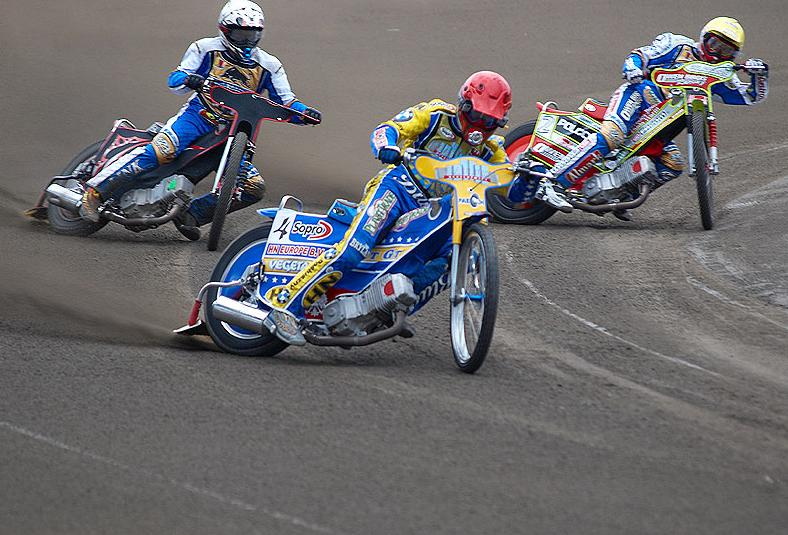
Ekstraligowe spotkanie drużyn z Gorzowa Wielkopolskiego i Leszna

Ponadto kluby organizują liczne turnieje memoriałowe, spotkania towarzyskie i zawody młodzieżowe. Do najważniejszych z nich należą:
- Kryterium Asów Polskich Lig Żużlowych im. Mieczysława Połukarda (Bydgoszcz)
- Memoriał im. Alfreda Smoczyka (Leszno)
- Memoriał Edwarda Jancarza (Gorzów Wielkopolski)
- Memoriał im. Eugeniusza Nazimka (Rzeszów)
- Turniej o Łańcuch Herbowy Miasta Ostrowa Wielkopolskiego
- Turniej o Koronę Bolesława Chrobrego – Pierwszego Króla Polski (Gniezno)
- Memoriał im. Floriana Kapały (Rawicz)

- Memoriał im. Krystiana Rempały (Tarnów)

W Polsce przeprowadzane są też imprezy mistrzowskie w niższych kategoriach pojemnościowych:
- Indywidualne Mistrzostwa Polski 85–125 cm³
- Drużynowe Mistrzostwa Polski 85–125 cm³
- Puchar Polski Par Klubowych 85–125 cm³
- Indywidualny Puchar Polski 250 cm³
- Indywidualny Puchar Ekstraligi 250 cm³

## Żużlowcy
Sport żużlowy jest sportem prawie wyłącznie męskim, licencje żużlowe posiada jedynie kilka kobiet na świecie. Przepisy wielu lig, w tym ligi polskiej (do sezonu 2009), zabraniały uczestnictwa w zawodach kobietom.

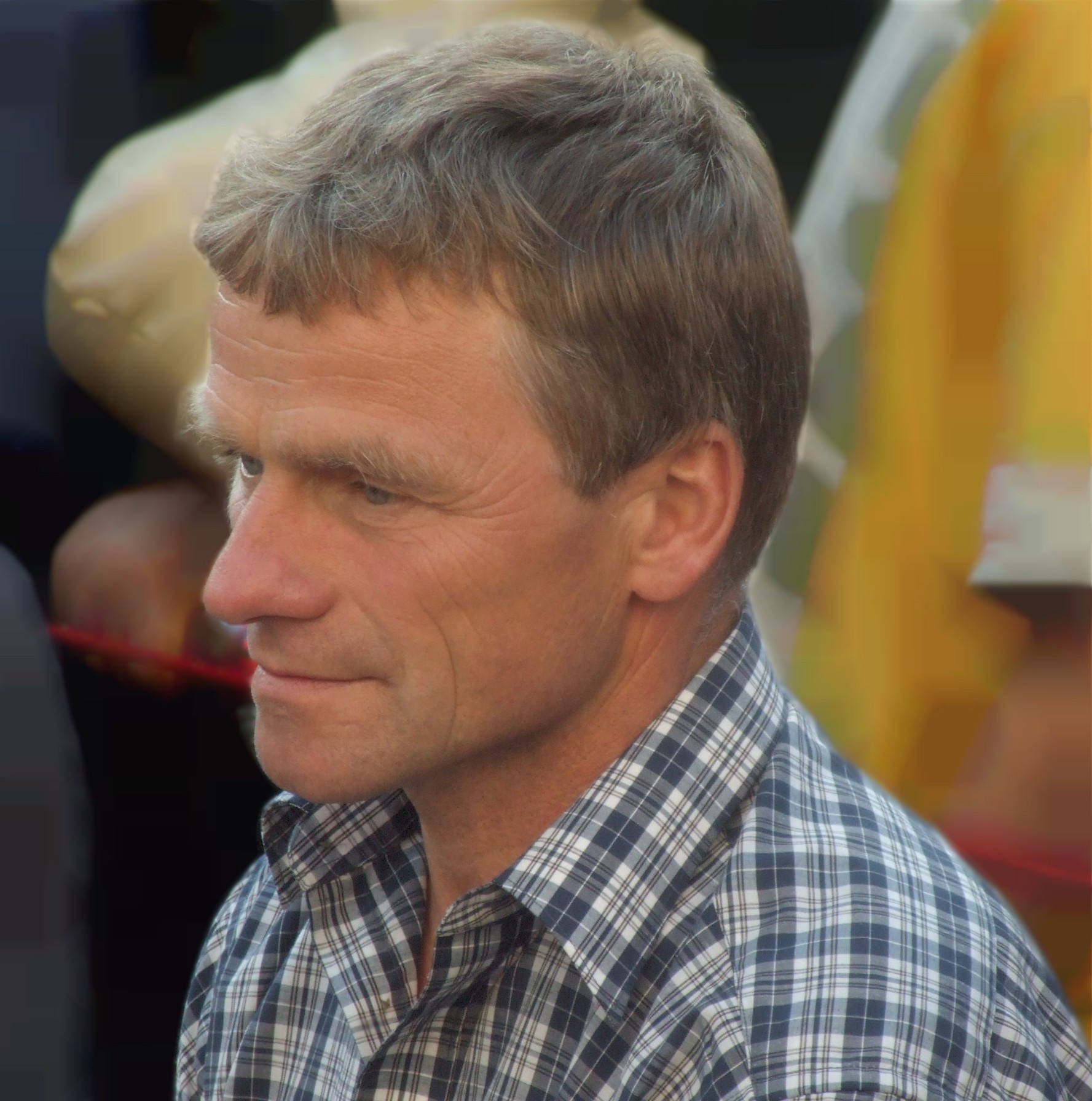
Andrzej Huszcza („Tomek”) – najdłużej jeżdżący polski żużlowiec (32 lata kariery zawodniczej)

Większość federacji i lig żużlowych wymaga od zawodników posiadania licencji żużlowej. W Polsce licencje wydaje Polski Związek Motorowy osobom w wieku 15–35 lat, które zaliczyły egzamin teoretyczny oraz test praktyczny na torze żużlowym. Egzaminy na licencje organizuje się kilka razy do roku, uczestniczą w nich adepci wysyłani przez kluby żużlowe po kilkunastomiesięcznym szkoleniu. Jedną z popularnych form przygotowania adepta do egzaminu na licencję są starty na miniżużlu.

### Bezpieczeństwo

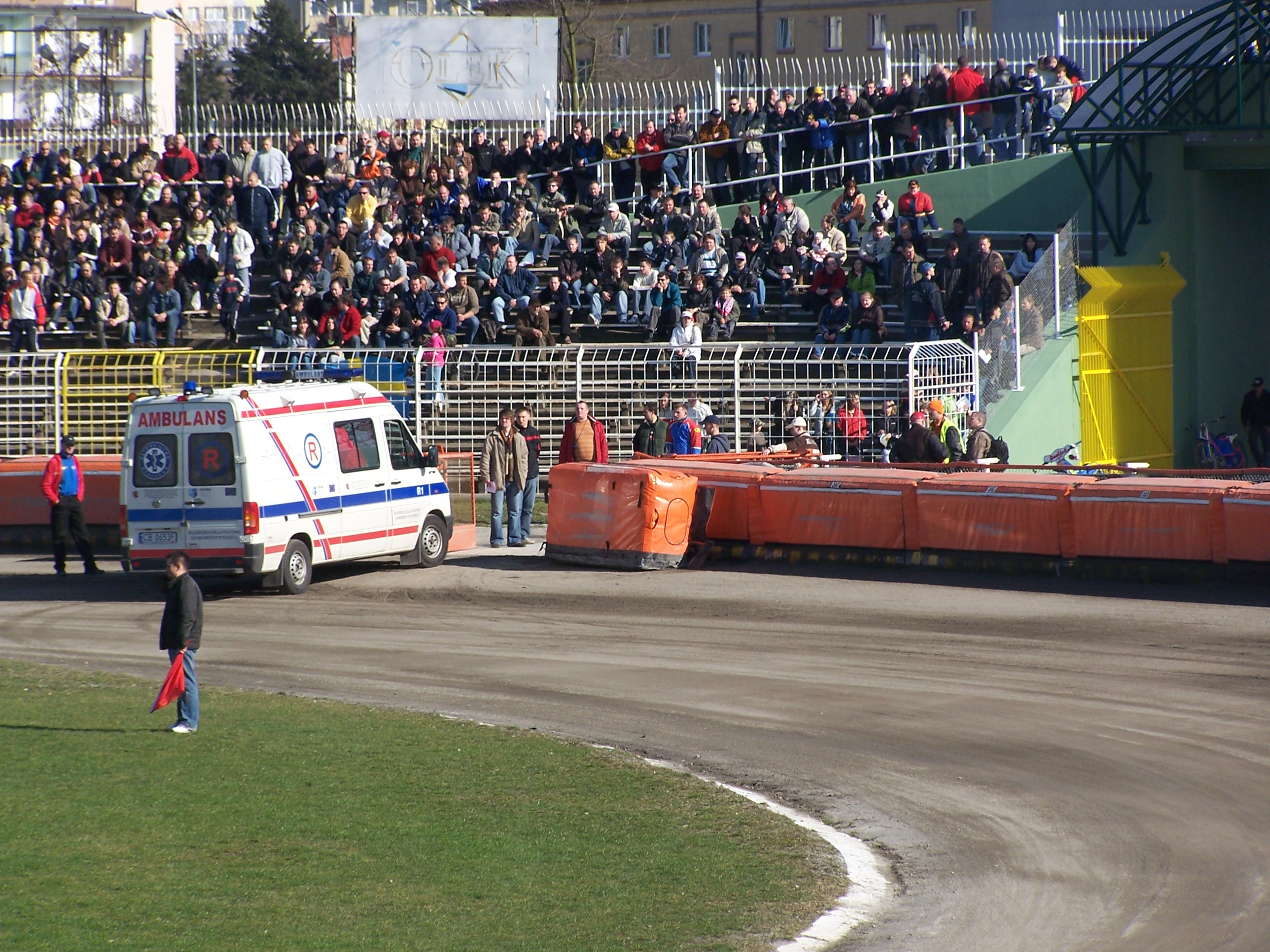
Karetka pogotowia opuszcza bydgoski tor z Jackiem Rempałą

Sport żużlowy, jak każdy sport motorowy, naraża zawodników na niebezpieczeństwa w razie zderzeń i upadków. W przypadku żużla jest to szczególnie częste, ze względu na bliski kontakt zawodników na torze. Niewielka część wypadków niesie za sobą poważne skutki (najczęściej kalectwo w postaci urazu kręgosłupa). W historii polskiego sportu żużlowego odnotowano do tej pory 41 wypadków śmiertelnych na torze. Na cześć wielu ze zmarłych zawodników, organizowane są corocznie turnieje memoriałowe.

#### Wyposażenie ochronne

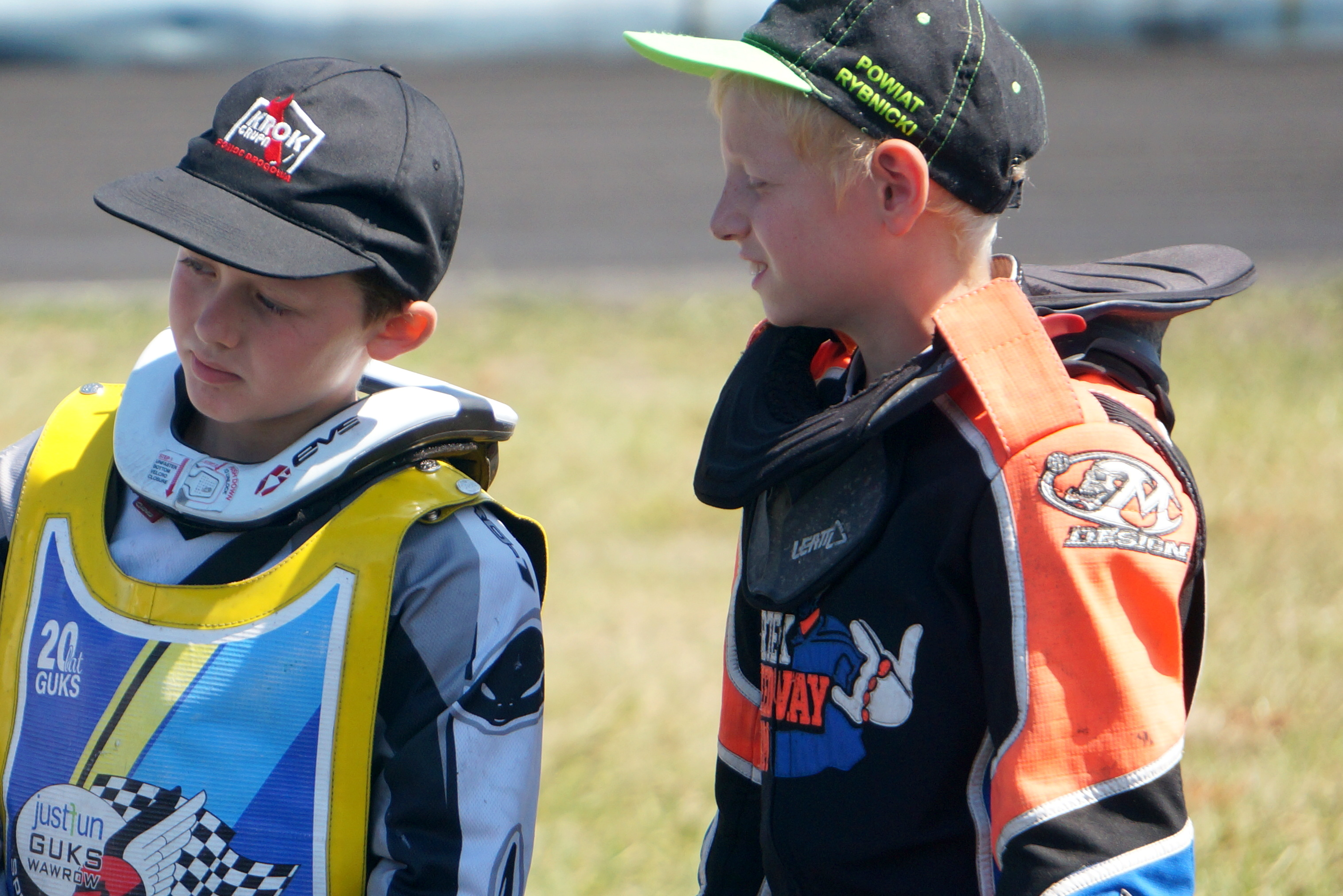
Najmłodsi żużlowcy z dodatkowym wyposażeniem, kołnierzami ochronnymi

Zawodnicy startujący w zawodach żużlowych wyposażeni są w specjalny kombinezon wykonany z kevlaru (dawniej skórzany), zabezpieczający przed skutkami upadków oraz uszkodzeniami mechanicznymi. Na lewym bucie żużlowcy posiadają specjalną metalową nakładkę, tzw. łyżwę, wspomagającą pokonywanie łuków w ślizgu kontrolowanym. Obowiązkowym wyposażeniem zawodnika jest także kask z goglami wyposażonymi w tzw. zrywki, czyli jednorazowe folie, które można łatwo zrzucić w ciągu trwania wyścigu, aby oczyścić gogle zabrudzone unoszącymi się spod kół fragmentami nawierzchni.
Kolor kasku lub czepka założonego na kask jest ściśle określony przez regulamin danych zawodów, co służy ułatwieniu identyfikacji zawodników w danym biegu. Ponadto zawodnicy zobowiązani są do posiadania plastronu (specjalnej kamizelki) z numerem startowym.

## Gry komputerowe w temacie żużla
Do sportu żużlowego nawiązuje kilka gier komputerowych. Z reguły są to proste symulatory, tzw. kreski, lub tzw. managery – gry polegające na zarządzaniu klubem żużlowym, dokonywaniu transferów, ustalaniu składów na mecze. Najbardziej zaawansowaną graficznie grą żużlową do tej pory była seria symulatorów FIM Speedway Grand Prix polskiej firmy Techland (2002, 2006, 2008, 2011 i 2015 rok).
Od roku 2002 w Polsce rozgrywane są w Internecie mecze i zawody indywidualne w ramach tzw. Internet Speedway Quiz (ISQ). Jest to forma rozgrywek internetowych, rozgrywanych na wzór meczów i zawodów żużlowych. Rywalizacja dotyczy wiedzy na temat sportu żużlowego i przebiega na specjalnym czacie.
Na przełomie 2005 i 2006 powstała modyfikacja do gry Turbo Sliders – pod nazwą Speedway Turbo Sliders (STS). Gra łączy około 500 miłośników żużla z Polski, Wielkiej Brytanii, Szwecji, Niemiec oraz krajów bałkańskich. Mecze rozgrywa się analogicznie do autentycznych rozgrywek żużlowych.
Co roku, od 2015 ukazuje się gra Speedway Challenge. Dostępne tryby gry to: szybki mecz, wyzwania, kariera zawodnika, liga (kariera menedżera) oraz multiplayer.